# Dawn of Azazel
Dawn of Azazel ist eine neuseeländische Death-Metal-Band aus Auckland, die im Jahr 1999 gegründet wurde.

## Geschichte
Die Band wurde im Jahr 1999 gegründet. In den folgenden Jahren folgten die ersten Auftritte sowie zwei Demos. Im Jahr 2002 erschien bei dem italienischen Label Hellflame Records die Single Bloodforged Abducation, die eine Auflage von 500 Stück hatte. Dadurch wurde verschiedene Labels auf die Band aufmerksam und es konnte eine erste internationale Tour abgehalten werden. Im November 2003 folgte das Debütalbum The Law of the Strong bei dem polnischen Label Agonia Records. Der Veröffentlichung schlossen sich lokale Konzerte an, zudem wurden Magazine wie Terrorizer und Metal Maniacs auf die Gruppe aufmerksam. Nach einer Tour durch Neuseeland, ging es auf eine Europatournee mit Auftritten in Deutschland, Frankreich, Österreich, der Schweiz, den Niederlanden und Belgien. Nach der Tour verließen der Gitarrist Tony Angelov und der Schlagzeuger Phil Osborne die Besetzung. Die Formation beschloss daraufhin nur zu dritt weiterzumachen, sodass nur Osborne ersetzt wurde. Für ihn kam Martin Cavanagh Anfang 2005 dazu. Danach schlossen sich Proben an, ehe es auf eine Tour durch Neuseeland ging, die 13 Auftritte umfasste. Nach dem Tourende begab sich die Gruppe in die Kog Studios, um ein zweites Album aufzunehmen. Nach einem Auftritt auf dem Bloodlust Festival, unterzeichnete die Gruppe einen Vertrag bei Ibex Moon Records, worüber das zweite Album unter dem Namen Sedition erschien. Danach hielt die Gruppe mehr als 120 Auftritte ab. 2006 ging sie auf eine Tour, die 13 Auftritte umfasste, durch Neuseeland, Thailand und Indonesien zusammen mit Disgorge. Im Mai fungierte Dawn of Azazel als Vorband für 6.000 Fans für Korns einzigen Auftritt in Neuseeland. Für den Rest des Monats folgten weitere 24 Auftritte erstmals in den USA zusammen mit Vital Remains und Incantation. Im Dezember ging es dann zusammen mit Deicide auf Tour durch Neuseeland und Australien. 2007 trat die Band auf dem australischen Overcranked Festival auf, ehe es auf eine Tour ging, die 32 Auftritte in Deutschland, Frankreich, den Niederlanden, England, Irland, Schottland, Belgien, Österreich, Spanien, Portugal, der Schweiz und Tschechien einschloss. An der Tour nahmen auch Immolation, Krisiun und Grave teil. Danach spielte die Band zusammen mit Motörhead in Neuseeland und ging auf eine Tour mit Behemoth durch Australasien. 2008 trennte sich die Band von Schlagzeuger Cavanagh, wofür Jeremy Suckling hinzu kam. Im März folgten die nächsten Auftritte zusammen mit Kataklysm in Australien und Children of Bodom in Neuseeland. Später im selben Jahr begab sich die Gruppe in die Mana Studios in Tampa, Florida, um das dritte Album Relentless aufzunehmen. Der Tonträger erschien im Jahr 2009 über Unique Leader Records. Daraufhin ging es auf Tour durch Australien zusammen mit Krisiun. Zudem spielte die Bands Auftritte zusammen mit Megadeth, Suffocation, Necrophagist, Dying Fetus, Morbid Angel und Slayer. Von 2010 bis Ende 2012 begab sich Dawn of Azazel in eine längere Pause, ehe es zusammen mit Thy Art Is Murder auf Australientournee ging.

## Sitl
Laut Dasher10 von metalunderground.com würden die meisten Lieder auf Relentless über Alkoholkonsum, Geschlechtsverkehr und Gewalt handeln. Die Musik sei aggressiver Death Metal, der untypisch sei und an den man sich erst gewöhnen müsse. Es klinge zum einen wie ein Metalcore-Sänger, der an Nägeln ersticken würde oder wie eine kultiviertere Version von John Tardy. Die Riffs seien einprägsam und progressiv.

## Diskografie
- Of Bloodshed and Eternal Victory (Demo, 1999, Eigenveröffentlichung)
- Vita est Militia Super Terram (Demo, 2000, Eigenveröffentlichung)
- Bloodforged Abdication (Single, 2002, Hellflame Records)
- The Law of the Strong (Album, 2004, Agonia Records)
- Sedition (Album, 2005, Ibex Moon Records)
- Demo 08 (Demo, 2008, Eigenveröffentlichung)
- Relentless (Album, 2009, Unique Leader Records)